# تاتیانا کوداشوا
تاتیانا الکسی یونا کوداشوا (روسی: Татьяна Алексеевна Минина؛ متولد ۱۸ آوریل ۱۹۹۷) یک تکواندوکار روسی است. وی در مسابقات قهرمانی تکواندو جهان ۲۰۱۷ در دسته سبک‌وزن (پروزن) بانوان مدال نقره را از آن خود کرد.
او در دو دوره مسابقات تکواندو اروپا در سالهای ۲۰۱۶ و ۲۰۱۸ در وزن ۵۳- کیلوگرم به مقام قهرمانی اروپا رسیده‌است.